# 34322 Marknandor
34322 Marknandor è un asteroide della fascia principale. Scoperto nel 2000, presenta un'orbita caratterizzata da un semiasse maggiore pari a 2,6037179 au e da un'eccentricità di 0,0833047, inclinata di 1,13955° rispetto all'eclittica.